# Thomas Becket
Thomas Becket (ook soms Thomas à Becket genoemd) (Londen, 21 december 1118 (ongeveer) – Canterbury, 29 december 1170), aartsbisschop van Canterbury, was een Engelse katholieke geestelijke van Normandische afkomst.

## Leven

### Studie
Hij was de zoon van een in Londen gevestigde Normandische koopman. Hij studeerde theologie in Parijs en bezocht de steden Bologna en Auxerre, die bekend stonden om hun onderwijs in de rechten. Toen hij terugkeerde in Londen had zijn vader het tot schepen gebracht. Diens woning werd het drukbezochte middelpunt van de jeunesse dorée, maar na zijn moeders overlijden raakte zijn vader aan lager wal. Door zijn vele relaties wist Becket in 1143 een baan te krijgen aan het hof van aartsbisschop Theobald van Canterbury. Hij werd in 1154 aartsdiaken van Canterbury, raadsman van aartsbisschop Theobald en een gefortuneerd man.

### Kanselier
In 1155 werd hij op voorspraak van Theobald in plaats van Willem van Vere kanselier van de vijftien jaar jongere koning Hendrik II van Engeland. Gedurende deze periode ontwikkelde er zich een hechte vriendschap tussen Becket en de koning. Becket was zijn meest vertrouwde raadsman. De koning stelde Becket in staat om er een eigen residentie op na te houden, met alle pracht en praal. De grote invloed die Becket op haar man had, beviel koningin Eleonora niet. Ze had samen met haar man de macht willen uitoefenen, maar nu was er onverwachts een kanselier die zich met letterlijk alles bemoeide. Ze had al eerder meegemaakt hoe abt Suger in Parijs haar buiten de staatszaken had gehouden. De herhaling vervulde haar met mateloze ergernis. Beckets huis in Londen werd het meest favoriete ontmoetingscentrum voor de spes patriae van zowel burgerlijke als adellijke afkomst. Van zijn kant leek Becket evenmin van de koningin gecharmeerd. Als clericus had hij geen hoge dunk van vrouwen en er gingen al verscheidene boze geruchten rond over het verleden van de koningin. Becket besteedde veel aandacht aan het herstel van de openbare rechtspleging, dat na de regering van koning Steven in verval was geraakt. Op een gegeven moment nam koning Hendrik pas een besluit na overleg met zijn kanselier. Koningin Leonora regelde het zo dat ze over een inkomen kon beschikken dat van niemand afhankelijk was en stelde voor het innen, controleren en beheren een eigen kanselier-schatbewaarder aan. In juni 1158 regelde Becket de verloving van de drie-jarige kroonprins Hendrik en het zes maanden oude prinsesje Margaretha van Frankrijk, de dochter van Lodewijk VII. Tijdens het beleg van Toulouse wilde koning Hendrik de belegering beëindigen toen de Franse koning binnen de muren was getrokken, terwijl Becket wilde doorpakken en zelfs de koning gevangennemen. Dit twistgesprek bracht waarschijnlijk de eerste barst in de samenwerking en vriendschap tussen beide mannen. In april 1161 stierf aartsbisschop Theobald van Canterbury en voor koning Hendrik was dit een kans om volledig macht over de Kerk van Engeland te krijgen. Door Becket te benoemen, voor wie de koninklijke wil steeds wet was, zou Hendrik naast de staat ook de Kerk geheel onder controle krijgen: een meesterzet. Becket werd ook verkozen tot studiebegeleider en opvoeder van kroonprins Hendrik.

### Aartsbisschop van Canterbury

#### Conflict met de koning
Becket werd 3 juni 1162 aartsbisschop van Canterbury, de op een na hoogste positie in het koninkrijk. Na zijn bisschopswijding leek Becket een totaal ander mens te zijn geworden, een abrupt voltrokken metamorfose. Eerst had hij voorkeur voor allerlei wereldse genoegens gehad en nu liep hij in grof wollen pij met er onder een ruw geweven hemd, geselde hij zich regelmatig op de blote rug, verkocht persoonlijke bezittingen en verdeelde de opbrengst onder de armen, at armzalig voedsel, dronk water of een slap aftreksel van hooi en sliep op de harde vloer. Koning en koningin geloofden niet in een goddelijk ingrijpen, zoals het gerucht wilde, en twijfelden aan de oprechtheid van dit alles. Ze verdachten Becket van opportunisme en dat hij zich op deze manier in zijn nieuwe waardigheid populair wilde maken bij het gewone volk. Becket nam ontslag als kanselier. Koning Hendrik had zich ernstig in Becket vergist. Volgens Hendrik waren criminele clerici door de kerkelijke rechtbanken onwettig behandeld. De koning vond dat priesters of andere geestelijken na hun arrestatie vanwege zware misdaden, niet langer de bescherming van de Kerk mochten genieten, maar uit hun waardigheid moesten worden ontzet en uitgeleverd dienden te worden aan de ambtenaren van de koning. Tijdens Hendriks regering waren er volgens een rapport door clerici meer dan honderd moorden gepleegd en vele verkrachtingen, diefstallen en afpersingen meer. Maar Becket wilde niet dat leken een aanslag konden plegen op het gezag en de vrijheden van de 'onschendbare' Kerk. Dat was in strijd met de wil van God, een bedreiging van de kerkelijke wetten en een aantasting van de eer en het aanzien van de Kerk. De koning liet beslag leggen op Beckets grote landgoederen Berkhampstead en Eye en liet demonstratief zijn achtjarige zoon Hendrik uit Beckets woning weghalen. Toen de koning in 1164 in Clarendon Palace de Kerk aan zijn macht onderwierp met de Constituties van Clarendon, verklaarde Becket zich na enige aarzeling akkoord. Kort hierna kwam hij hier op terug. De koning ergerde zich hieraan. Hij zon op een manier om Becket als publiek figuur weg te krijgen en beschuldigde hem van financiële malversaties tijdens zijn kanselierschap.

#### Vlucht
In oktober 1164 werd hij gedagvaard en moest verschijnen in het kasteel van Northampton, waar Hendrik toen met zijn hof verbleef. Becket was eerder niet verschenen bij een zaak, die tegen hem was aangespannen door baron Johan Marshall. Marshall voelde zich onrechtvaardig behandeld door Beckets kerkelijke rechtbank. Becket wist alle punten van de koninklijke aanklacht te weerleggen en beriep zich op de paus: enkel de paus kon rechtspreken over een aartsbisschop. De bisschoppen, die in de koninklijke raad zetelden, wilden zich ook tot de paus wenden en hem informeren over Beckets gedrag en hem wegens verregaande incompetentie uit zijn functie laten ontheffen. Becket vluchtte naar het vasteland, waar hij 2 november 1164 aankwam en in het klooster Sint-Omaars bij Clairmarais op verhaal kon komen. Daarna reisde hij naar Sens, waar de paus verbleef. Op weg naar Sens ontmoette hij de Franse koning Lodewijk VII, die hem hartelijk ontving, hem ruim voorzag van alles wat hij nodig had en hem een vrijgeleide bood om te kunnen reizen door zijn gebieden. Officieel viel Becket nu onder de bescherming van de Franse koning. Een gezantschap van bisschoppen en baronnen, die deel hadden uitgemaakt van het rechtscollege van Hendrik, reisde naar de Franse koning in Compiègne en naar de paus in Sens, maar zijn missie werd een grote mislukking. Het gezantschap werd volledig afgescheept. Becket verbleef daarop in de abdij van Pontigny en kreeg inderdaad ook de steun van paus Alexander III. Deze kon echter geen werkelijke steun verlenen, aangezien hij zelf in een moeilijke positie verkeerde wegens onmin met de Duitse keizer Frederik Barbarossa en de tegenpaus Paschalis III. Abt Guarinus van Gallardon stuurde Becket weg uit de abdij. Toen Hendrik met kerst hoorde van Beckets ontmoetingen barstte hij in woede uit, trok zijn kleren aan flarden, verscheurde een matras en begon als een waanzinnige op het stro te kauwen. Daarna verbande hij ongeveer 400 familieleden van Becket en confisqueerde de bezittingen van het aartsbisdom Canterbury. Op steun van koningin Eleonora hoefde Becket ook niet te rekenen. Zij stond onder invloed van haar vertrouweling Raoul van Faye, die bepaald geen grote vriend van Becket was.

#### Terugkeer en overlijden
Koning Hendrik hoopte dat paus Alexander en koning Lodewijk hun steun aan Becket zouden intrekken, als hij de Duitse keizer Frederik I Barbarossa, een machtige tegenstander van de paus, als bondgenoot kreeg. In februari 1165 ontmoette hij de Keulse aartsbisschop Reinald van Dassel, de afgezant van de Duitse keizer. Er werd een verbond gesloten en plannen voor twee huwelijken gemaakt. Na de geboorte van zijn troonopvolger, 'Dieu Donné' (Godsgeschenk) Filips August, leek de Franse koning  zich krachtiger op het politieke toneel te profileren. Steeds duidelijker had hij de hand in het stoken van onrust in Hendriks gebieden. Zo ontdekte Hendrik dat Lodewijk geheime contacten onderhield met een kliek baronnen in Aquitanië, die voortdurend rebelleerden. In 1167 trad Hendrik hard op in zijn Franse gebieden. Vijanden vonden steun aan het Franse hof. Becket bestookte ondertussen vanuit de abdij van Pontigny koninklijke kanselarijen, bisschoppelijke paleizen, abdijen en de Romeinse Curie met correspondentie. Hij vroeg begrip, sympathie en steun voor zijn standpunt en vroeg om een scherpe veroordeling van dat van Hendrik. De paus arrangeerde een ontmoeting tussen koning en aartsbisschop in januari 1169 in Montmirail. Ze ontvingen elkaar hoffelijk, maar konden de strijdbijl niet begraven. Hendrik vreesde een excommunicatie en deed zijn best tot een vergelijk te komen. Een volgende ontmoeting was in Montmartre. Hendrik weigerde Becket de vredeskus te geven. 

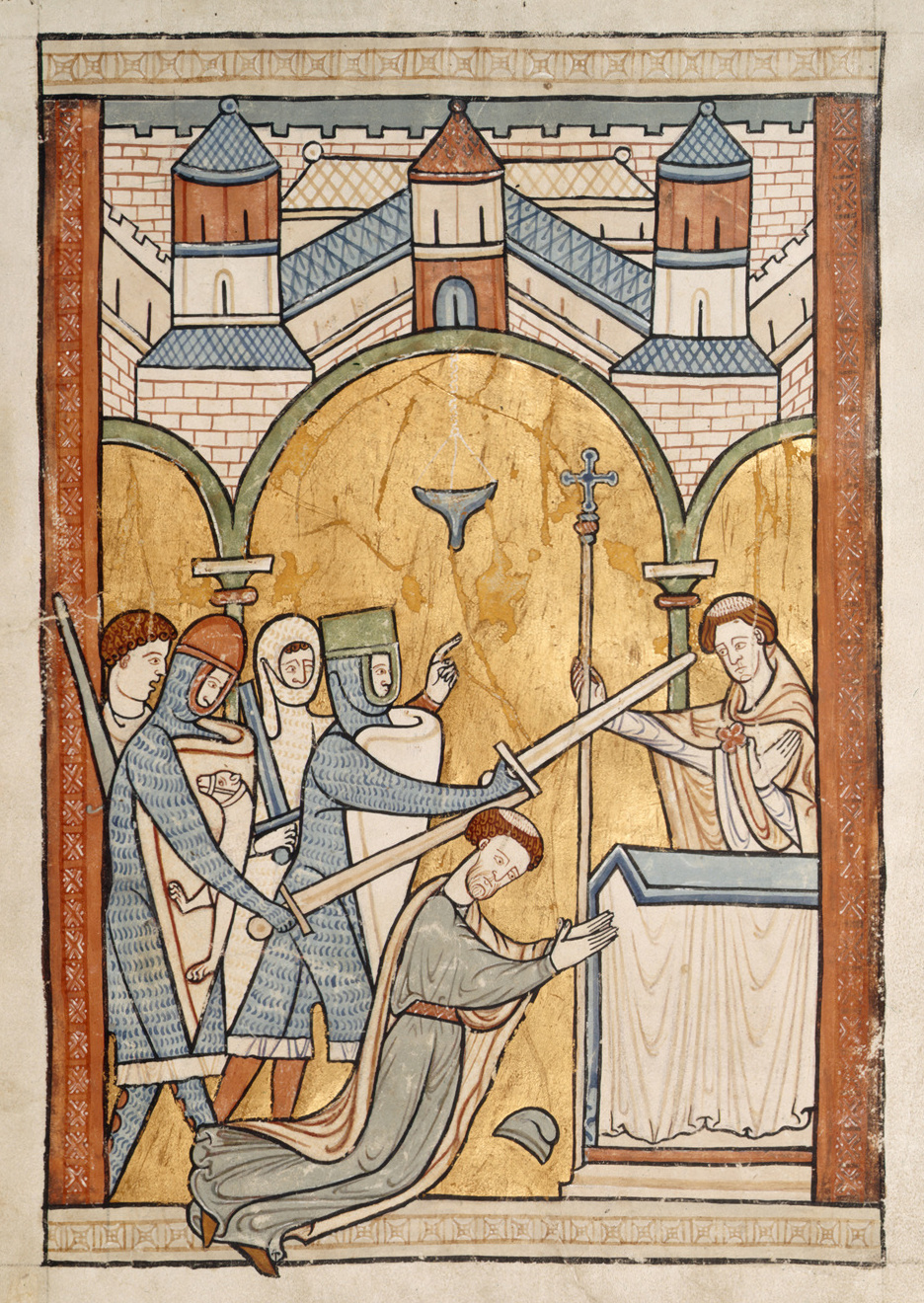
De moord op Thomas Becket op een afbeelding uit de 13e eeuw

In 1170 nam paus Alexander wel stappen, toen de koning zijn 12-jarige zoon Hendrik de Jongere 14 juni 1170 in de Sint-Pauluskathedraal te Londen liet kronen door de aartsbisschop van York, en niet door Thomas, de aartsbisschop van Canterbury. Om te voorkomen dat een kerkelijk interdict over Engeland zou worden uitgesproken, haastte Hendrik zich naar het vasteland. Hij verontschuldigde zich bij de Franse koning, omdat zijn dochter Margaretha, de gemalin van de gekroonde Hendrik de Jongere, niet bij de ceremonie aanwezig was geweest. Er zou een tweede kroning volgen, mét Margaretha en mét Becket.  Er volgde een ontmoeting tussen Becket en Hendrik in Fréteval. Becket zou zijn bezittingen terugkrijgen én de zetel van het aartsbisdom van Canterbury. De paus dwong Hendrik tot een compromis met Becket, die daarop in oktober 1170 kon terugkeren naar Engeland. Hij landde 1 december 1170 na een afwezigheid van zes jaar. Hij wilde zijn voormalige pupil en 'pleegzoon' Hendrik de Jongere in Winchester ontmoeten, maar een bode van de jonge koning hield hem tegen en deelde hem mee terug te keren naar Canterbury, hoogstwaarschijnlijk in opdracht van zijn vader. Becket had pauselijke banvloekbrieven meegekregen om prelaten te excommuniceren die een rol hadden gespeeld bij de 'onwettige' kroning van Hendrik de Jongere. Toen Hendrik daarvan hoorde tijdens de kersthofdagen in zijn kasteel te Bures werd hij razend. Vier Normandische ridders vatten een verzuchting van de koning over Becket letterlijk op, reisden af en vermoordden omstreeks Oudejaarsdag Becket in de kathedraal van Canterbury. Een door Hendrik gestuurde ijlbode Nicolas de Camargue arriveerde te laat om het drama te voorkomen. Hendrik raakte in een diepe depressie toen hij het nieuws vernam. Veertig dagen kwam hij niet uit zijn kamer. Hij vreesde in een gevaarlijke situatie te zijn beland.
Hendrik werd in Avranches door twee kardinalen ondervraagd en bezwoer geen opdracht gegeven te hebben voor de moordaanslag en niet naar Beckets dood te hebben verlangd. Hij wilde elke straf accepteren, die hem zou worden opgelegd. Hendrik II liet zich als boetedoening 21 mei 1171 publiekelijk vernederen: in de crypte van de Sint-Andreaskathedraal werd hij door vier monniken op zijn blote rug gegeseld onder het toeziend oog van bisschoppen, abten, hoge edelen én zijn zoon Hendrik. De koning eindigde zijn openbare boetedoening door plechtig te beloven de Kerk van Canterbury in haar oude waardigheid te herstellen, ruime aalmoezen aan de armen te geven, 200 ridders Jeruzalem te laten verdedigen en dat de kerkelijke privileges onaangetast zouden blijven. Het leek alsnog op een totale overwinning van Becket.

#### Heiligverklaring
Becket viel onmiddellijk algemene verering ten deel als martelaar voor de vrijheden van de Kerk. Op Aswoensdag 21 februari 1173 werd hij door de paus heilig verklaard.
De schrijn van Becket werd op 7 juli 1220 in aanwezigheid van de koning overgebracht naar Trinity Chapel in de kathedraal van Canterbury. Het graf werd daar een van de drukst bezochte bedevaartsoorden, tot Hendrik VIII het schrijn in 1538 liet vernietigen. De kerkelijke feestdag van Thomas Becket is 29 december.

## Galerij

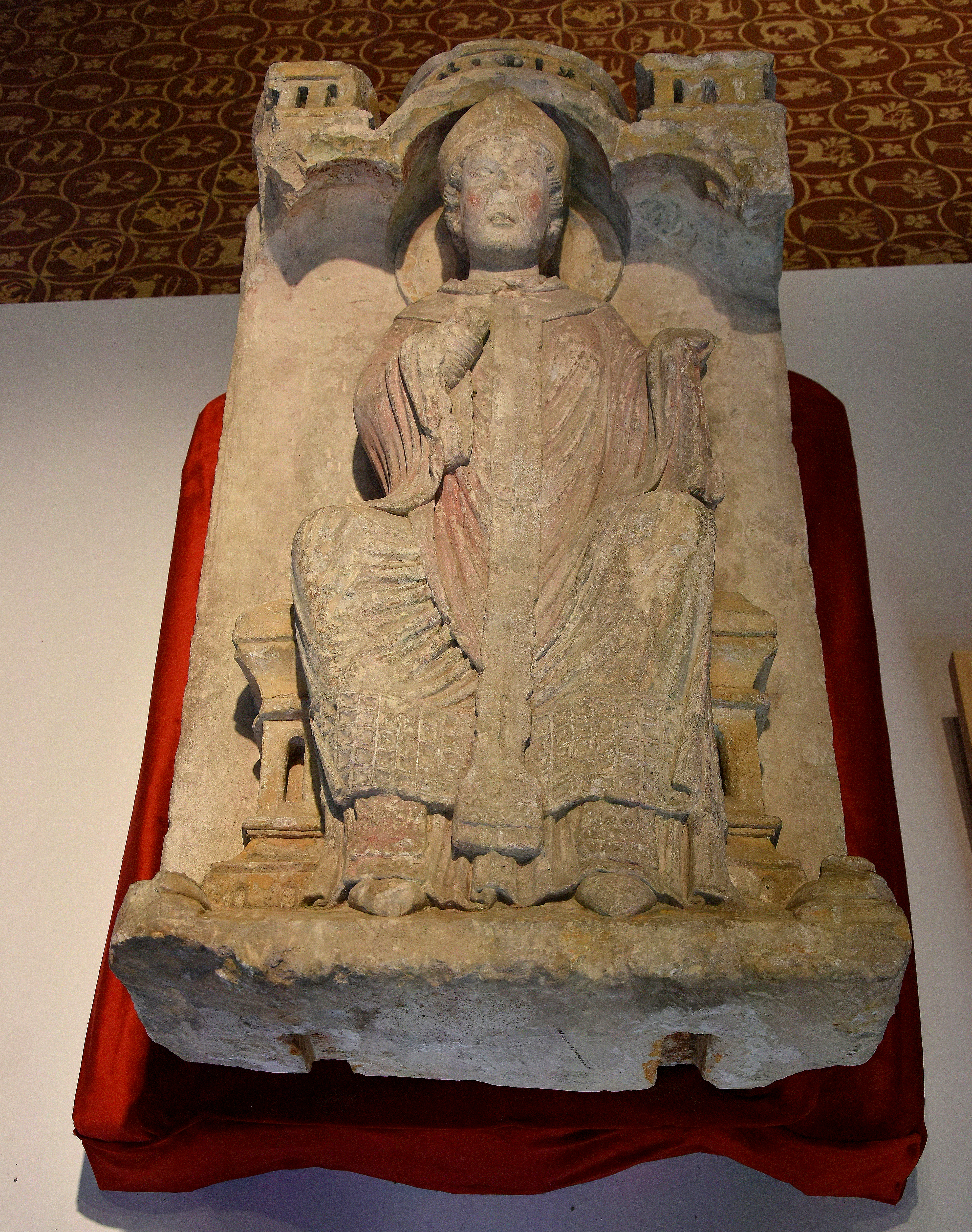
Beeld van Thomas Becket in het Museum van Sens
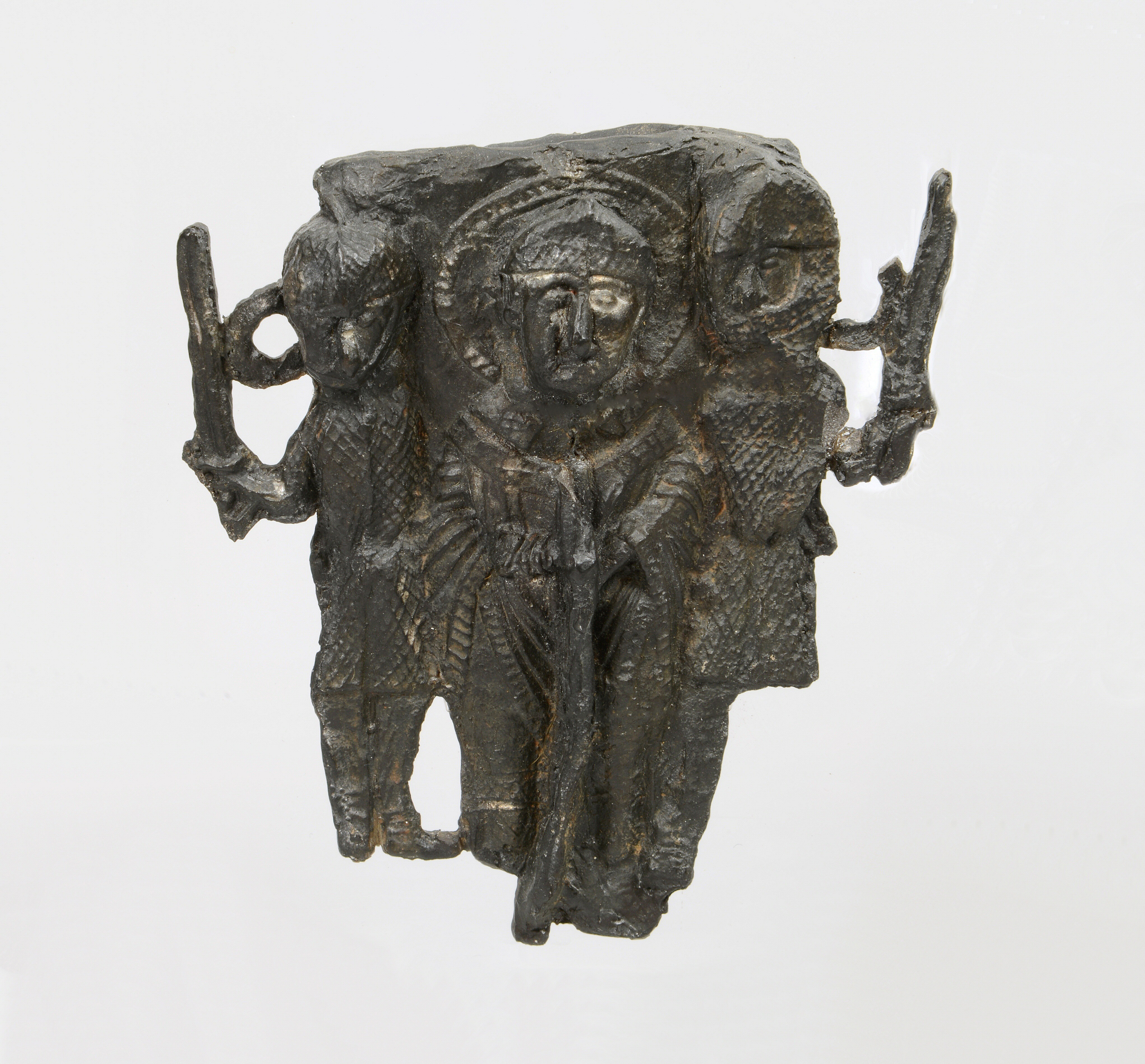
Pelgrimsampul uit Canterbury met een voorstelling van de moord op Thomas Becket, bodemvondst Diemen
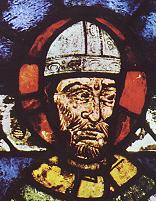
Afbeelding in een van de ramen van de kathedraal van Canterbury

## Thomas Becket in de literatuur en film
- Al in 1172-1174 schrijft Guernes de Pont-Sainte-Maxence een hagiografie in alexandrijnen over Thomas Becket: Vie de saint Thomas Becket, ed. E. Walberg 1936; J.T.E. Thomas 2002 (2 delen: met vertaling).
- De 14e-eeuwse Engelse schrijver Geoffrey Chaucer laat in zijn Canterbury Tales de reizigers een tocht maken naar het graf van Thomas Becket in Canterbury. Onderweg vertellen zij elkaar verhalen, o.a. die van Frutos die in de toren binnenkomt.
- T.S. Eliot (1888-1965) schreef in 1935 het toneelstuk Murder in the Cathedral over de moord op Thomas Becket. Naar dit stuk is ook een opera met als titel "Assassinio nella Cattedrale" gecomponeerd door Ildebrando Pizzetti (1880-1968).
- In 1964 ging de film Becket in première met Richard Burton in de rol van Thomas Becket en Peter O'Toole in de rol van koning Hendrik II. Film gebaseerd op toneelstuk van Jean Anouilh, Becket ou l'honneur de Dieu, uit 1958.